# Leptapoderus nigricans
Leptapoderus nigricans es una especie de coleóptero de la familia Attelabidae.

## Distribución geográfica
Habita en la China.